# Perriella
Perriella es una aldea española de la parroquia de Villavaler, perteneciente al municipio de Pravia, en la comunidad autónoma de Asturias. En 2023, la entidad singular de población tenía empadronados 13 habitantes, todos ellos diseminados.